# Ploughman’s Lunch

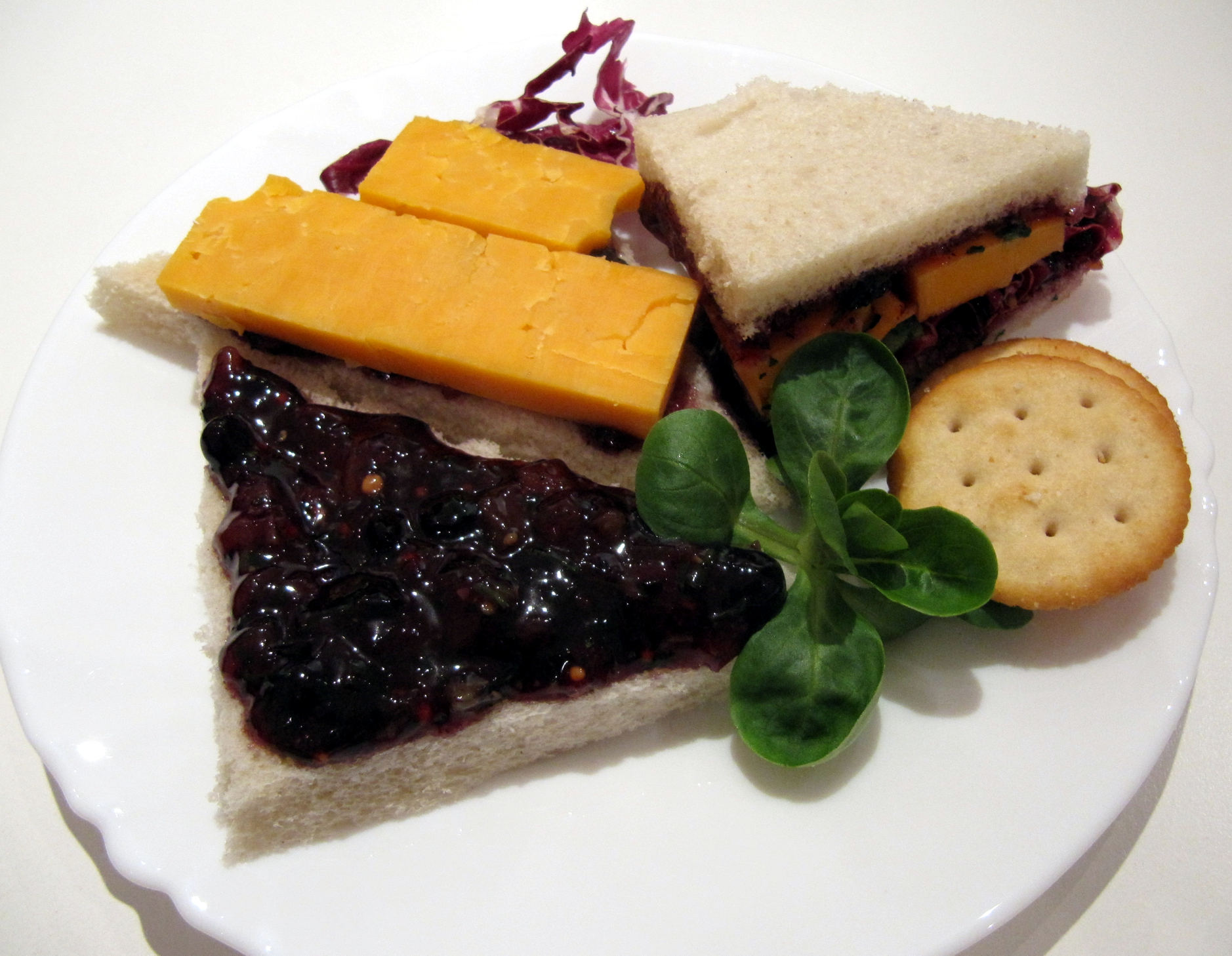
Aufgeklapptes Ploughman’s Sandwich mit Cheddar, Salat und Cracker-Beilage

Ein Ploughman’s Lunch [plaʊmənzˈlʌntʃ] (Anhörenⓘ, auf Deutsch „Pflügers Mittagessen“) ist eine in Großbritannien verbreitete einfache, kalte Mahlzeit.

## Beschreibung
Die klassische, einfache Zusammensetzung eines Ploughman’s Lunch besteht aus einer dicken Scheibe Käse (traditionell Cheddar, in Wales wird Farmhouse Cheese bevorzugt), einem Relish (häufig Branston Pickle, ansonsten Piccalilli und/oder Pickled Onions), einer dicken Scheibe Brot und Butter.
Als Beilage können ergänzend Schinken, Salat und Tomaten serviert werden.
Der Ploughman’s Lunch ist ein typisches Gericht, das in Pubs angeboten wird.

## Ploughman’s Sandwich
Die Beliebtheit dieses Gerichts hat britische Lebensmittelhersteller dazu bewogen, ein Sandwich mit Cheddar, Relish und Salat als „Ploughman’s Sandwich“ zu kreieren.